# Hubert Berchtold (festő)
Hubert Berchtold (Andelsbuch (Vorarlberg), 1922. április 2. – Bregenz, 1983. december 1.) osztrák festőművész és grafikus.

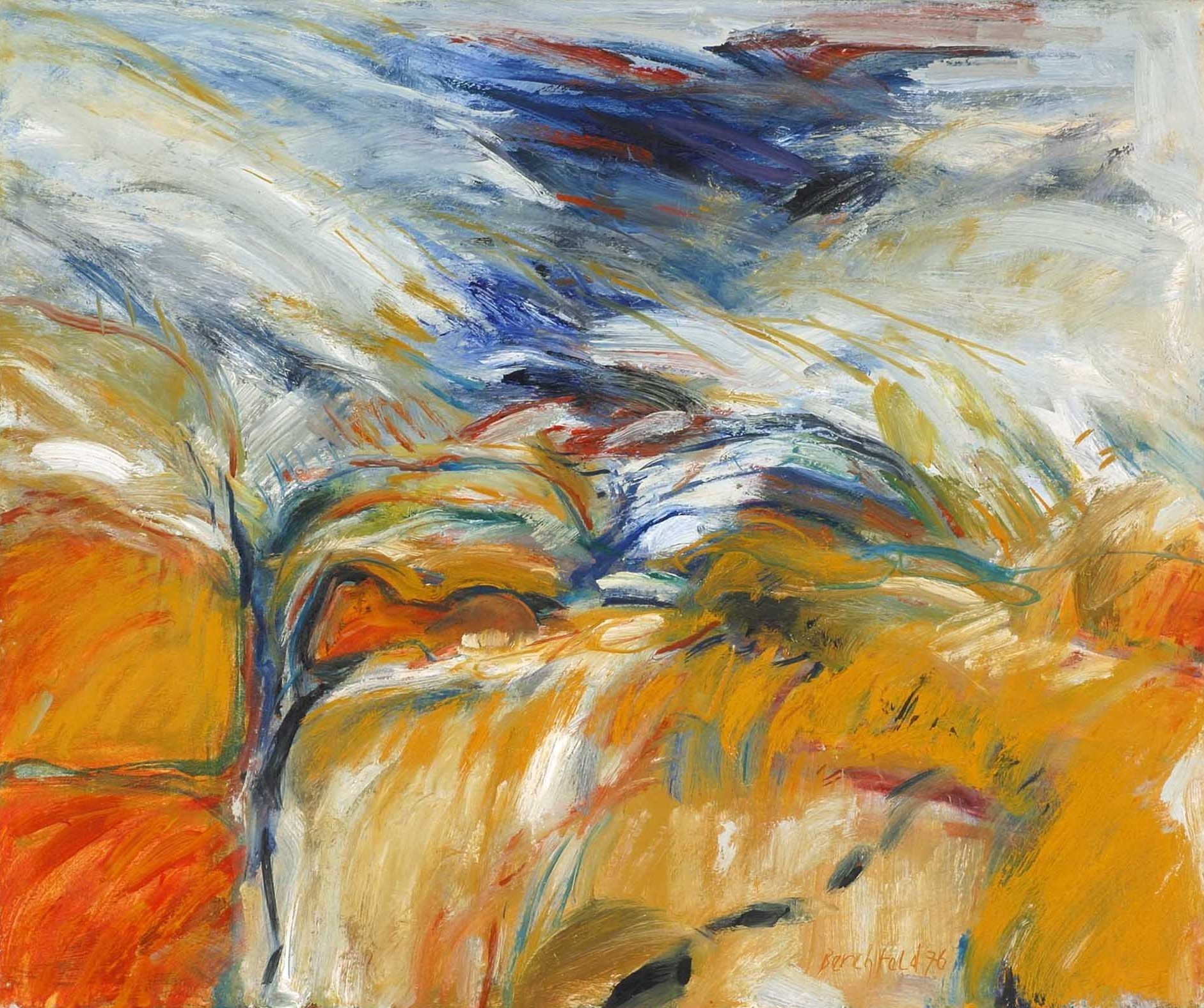
Dombok a kukoricamezőben (1976)

## Életpályája
Antwerpenben tanult az Académie Royale des Beaux-Arts esti tagozatán Isidor Opsomernél és Constant Permekénél, később a bécsi képzőművészeti akadémián (Akademie der bildenden Künste) Herbert Boecklnél, majd Josef Dobrowskynál. * 1975-ben műtermet rendezett be a spanyolországi (andalúziai) Rondában, ahol minden évben több hónapon át alkotott haláláig. Műveit erős színek használata és az absztraktba hajló ábrázolás jellemzi.

## Díjai, kitüntetései
- 1948 – Preis der Stadt Wien;
- 1949 – Österreichischer Staatsförderungspreis;
- 1966 – Hugo von Montfort-Preis der Landeshauptstadt Bregenz;
- 1968 – Theodor Körner-Preis des Bundesministeriums für Unterricht und Kunst;
- 1980 – 1. Preis beim Wettbewerb zur Ausgestaltung des neuen Landhaus-Festsaals in Bregenz;
- 1982 – Kunstpreis der Stadt Konstanz, (Németország).